# Varogne
Varogne és un municipi francès situat al departament de l'Alt Saona i a la regió de Borgonya - Franc Comtat. L'any 2007 tenia 138 habitants.

## Demografia

### Població
El 2007 la població de fet de Varogne era de 138 persones. Hi havia 55 famílies, de les quals 12 eren unipersonals (8 homes vivint sols i 4 dones vivint soles), 23 parelles sense fills, 16 parelles amb fills i 4 famílies monoparentals amb fills.
La població ha evolucionat segons el següent gràfic:
Habitants censats

### Habitatges
El 2007 hi havia 67 habitatges, 60 eren l'habitatge principal de la família, 6 eren segones residències i 1 estava desocupat. 64 eren cases i 3 eren apartaments. Dels 60 habitatges principals, 48 estaven ocupats pels seus propietaris, 8 estaven llogats i ocupats pels llogaters i 4 estaven cedits a títol gratuït; 2 tenien dues cambres, 4 en tenien tres, 23 en tenien quatre i 31 en tenien cinc o més. 47 habitatges disposaven pel capbaix d'una plaça de pàrquing. A 28 habitatges hi havia un automòbil i a 27 n'hi havia dos o més.

### Piràmide de població
La piràmide de població per edats i sexe el 2009 era:
| Homes | Edats   | Dones |
| ----- | ------- | ----- |
| 0     | 95 o +  | 0     |
| 0     | 90 a 94 | 4     |
| 0     | 85 a 89 | 0     |
| 0     | 80 a 84 | 4     |
| 4     | 75 a 79 | 4     |
| 0     | 70 a 74 | 0     |
| 4     | 65 a 69 | 4     |
| 4     | 60 a 64 | 4     |
| 4     | 55 a 59 | 8     |
| 8     | 50 a 54 | 4     |
| 0     | 45 a 49 | 0     |
| 4     | 40 a 44 | 0     |
| 0     | 35 a 39 | 4     |
| 4     | 30 a 34 | 0     |
| 8     | 25 a 29 | 4     |
| 0     | 20 a 24 | 4     |
| 4     | 15 a 19 | 0     |
| 0     | 10 a 14 | 0     |
| 0     | 5 a 9   | 0     |
| 8     | 0 a 4   | 0     |

## Economia
El 2007 la població en edat de treballar era de 81 persones, 62 eren actives i 19 eren inactives. De les 62 persones actives 59 estaven ocupades (33 homes i 26 dones) i 3 estaven aturades (1 home i 2 dones). De les 19 persones inactives 11 estaven jubilades, 3 estaven estudiant i 5 estaven classificades com a «altres inactius».

### Ingressos
El 2009 a Varogne hi havia 59 unitats fiscals que integraven 141 persones, la mediana anual d'ingressos fiscals per persona era de 16.309 €.

### Activitats econòmiques
Dels 6 establiments que hi havia el 2007, 1 era d'una empresa de fabricació d'altres productes industrials, 1 d'una empresa de construcció, 1 d'una empresa immobiliària, 1 d'una empresa de serveis i 2 d'entitats de l'administració pública.
L'únic servei als particulars que hi havia el 2009 era una agència immobiliària.
L'any 2000 a Varogne hi havia 7 explotacions agrícoles que ocupaven un total de 973 hectàrees.

## Equipaments sanitaris i escolars
El 2009 hi havia una escola elemental integrada dins d'un grup escolar amb les comunes properes formant una escola dispersa.

## Poblacions més properes
El següent diagrama mostra les poblacions més properes.